# دوبروو (استان لهستان بزرگ‌تر)
دوبروو (به لهستانی:  Dobrów) یک روستا در لهستان است که در گمینا کوشچیلتس واقع شده‌است. دوبروو ۱٬۰۰۰ نفر جمعیت دارد.